# Décapole (Proche-Orient)
Pour les articles homonymes, voir Décapole.

Localisation de la Décapole, en noir

La Décapole, du grec deka (dix) et polis (cité), désigne, dans l'Antiquité, dix villes principalement situées à l'est du Jourdain, qui se regroupèrent en une ligue.
Probablement fondées par des colons grecs et macédoniens sous le roi séleucide Antiochos III, elles subissent à la suite de l'effondrement du royaume la rivalité de leurs voisins juifs et nabatéens. La ligue de ces villes résulte du besoin de favoriser leurs relations commerciales et de se défendre face à leurs voisins.
La conquête romaine en 63 av. J.-C. est donc perçue comme une libération par ces cités de culture grecque. La Pax Romana puis le découpage administratif romain imposé sur la région font progressivement perdre de son sens à la ligue, qui disparaît, le terme de décapole n'étant plus utilisé au-delà du règne de Trajan.
Les Évangiles citent la Décapole à quelques reprises.

## Les dix villes
D'après Pline l'Ancien :
« Près de la Judée, du côté de la Syrie, est la Décapole, ainsi nommée du nombre de ses villes, sur lequel tous les auteurs ne sont pas d'accord. La plupart comptent Damas, fertilisée par les dérivations du fleuve Chrysorrhoas, qui s'y absorbe ; Philadelphie, Rhaphana, toutes villes qui s'avancent vers l'Arabie ; Scythopolis, ainsi appelée des Scythes qui y furent établis, et portant auparavant le nom de Nysa à cause de Bacchus, dont la nourrice y fut ensevelie ; Gadara, au pied de laquelle coule le Hieromix ; Hippo, déjà nommée : Dion; Pella, riche en eaux ; Gerasa, Canatha. Entre ces villes et autour d'elles sont des tétrarchies, dont chacune est comme un pays et forme un royaume : la Trachonitis, la Panéade, où est Césarée avec la source susnommée Abila, Arca, Ampeloessa, Gabe. »
1. Damas bien plus au nord, parfois considérée comme un membre honorifique de la Décapole
2. Philadelphia (Amman en Jordanie)
3. Rhaphana (Capitolias, Bayt Ras en Jordanie)

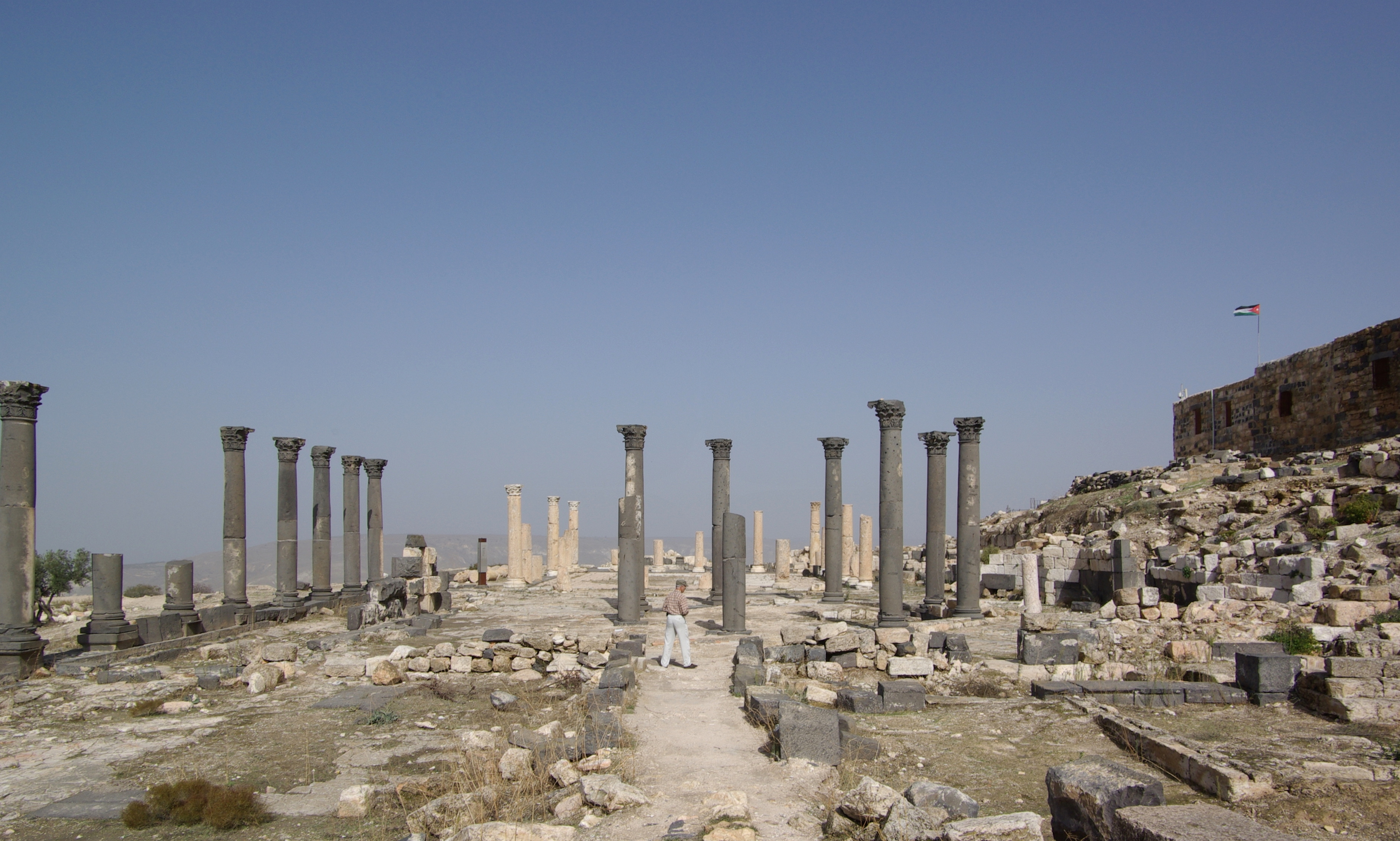
Umm Qais/Gadara, ruines de l'église byzantine.

1. Scythopolis (Baysan ou Beït-Shéan en Israël), qui en serait la capitale ; c'est la seule ville à se trouver à l'ouest du Jourdain
2. Gadara (Umm Qeis en Jordanie)
3. Hippos (Hippus ou Sussita)
4. Dion (Tell al-Ashari en Syrie)
5. Pella (Tabaqat Fahil en Jordanie)
6. Gerasa (Jerash en Jordanie)
7. Canatha (Qanawat en Syrie)

### Les autres sources
Les deux autres sources où l'on trouve une énumération des sites de la Décapole sont Ptolémée dans sa Géographie et Eusèbe dans son Onomastique où il essaie d'identifier les lieux cités dont les noms sont cités dans la Bible. Le texte de Pline est en latin, ceux de Ptolémée et d'Eusèbe sont en grec. La Décapole est aussi évoquée dans les Évangiles et dans les œuvres de l'historien Flavius Josèphe. On arrive ainsi à une liste dix-huit ou dix-neuf villes.
| Nom actuel     | Nom actuel | Nom actuel      | Pline l'Ancien (En latin) | Ptolémée (En grec)         | Eusèbe (En grec) | Remarques                                                             |
| Français       | Local      | Local           | Pline l'Ancien (En latin) | Ptolémée (En grec)         | Eusèbe (En grec) | Remarques                                                             |
| -------------- | ---------- | --------------- | ------------------------- | -------------------------- | ---------------- | --------------------------------------------------------------------- |
| Damas          | دمشق الشام | dimašq aš-šām   | Damascus                  | Δαμασκός                   |                  |                                                                       |
| Amman          | عمان       | ʿamān           | Philadelphia              | Φιλαδελφεία                |                  |                                                                       |
| Bayt Ras       | بيت راس    | bayt rās        | Rhaphana                  | Καπιτωλιάς                 |                  | dans l'hypothèse où Rhaphana = Capitolias                             |
| Beït Shéan     | בית שאן    | bet šeān        | Scythopolis               | Σκυθόπολις                 |                  |                                                                       |
| Beït Shéan     | بيسان      | baysān          | Scythopolis               | Σκυθόπολις                 |                  |                                                                       |
| Umm Qeis       | أم قيس     | ʾumm qays       | Gadara                    | Γάδαρα                     | Γάδαρα           |                                                                       |
| Hippos         | סוסיתא     | sussita         | Hippon                    | Ἵππος                      | Ἵππος            |                                                                       |
| Hippos         | قلعة الحصن | qalaʿa al-ḥuṣun | Hippon                    | Ἵππος                      | Ἵππος            |                                                                       |
| Tabaqat Fahil  | طبقة فحل   | ṭabaqa faḥil    | Pella                     | Πέλλα                      | Πέλλα            |                                                                       |
| Jerash         | جرش        | jaraš           | Gerasa                    | Γέρασα                     |                  |                                                                       |
| Qanawat        | كاناثا     | kānāṯā          | Canatha                   | Κάναθα                     |                  |                                                                       |
| Tell al-Ashari |            |                 | Dion                      | Δῖον                       |                  | Dium en latin                                                         |
| Baalbek        | بعلبك      | bʿalbak         |                           | Ἡλίου πόλις                |                  | Héliopolis en latin                                                   |
| Quwayliba      | قويلبة     | quwayliba       | (Abila)                   | Ἄβιδα                      |                  | Abila est citée par Pline mais n'est pas dans sa liste de la Décapole |
|                |            |                 |                           | Ἄβιλα ἐπικληθεῖσα Λυσανίου |                  | Abila Lysanias en latin                                               |
|                |            |                 |                           | Σάανα                      |                  | Saana                                                                 |
|                |            |                 |                           | Ἴνα                        |                  | Ina (Hina) en latin                                                   |
|                |            |                 |                           | Σαμουλίς                   |                  | Samulis                                                               |
|                |            |                 |                           | Ἄδρα                       |                  | Adra (Edrei)                                                          |
| As-Salt        | السلط      | as-salṭ         |                           | Γαδώρα (Γάδαρα)            |                  | Gadora                                                                |

### Identification des sites archéologiques
Certaines sources font état d'un plus grand nombre de cités affiliées à la Décapole, comme Abila (Quwayliba) en Jordanie.
Certaines identifications restent incertaines comme Dion et Rhaphana :
- Rhaphana
  - Capitolias (Bayt Ras)
  - Abila (Quwayliba)[7], en contradiction avec Pline l'Ancien qui fait d'Abila et de Rhaphana deux villes distinctes.
- Dion
  - Tell al-Ashari[8]
  - Capitolias (Adun, Bayt Ras)[9]